# Малий Цирник (Брежице)
Малий Цирник (словен. Mali Cirnik) — поселення в общині Брежиці, Споднєпосавський регіон, Словенія. Висота над рівнем моря: 454,1 м.